# Paykan Qazvin FC
El Paykan Qazvin Football Club (en persa باشگاه فوتبال پيکان) és un club de futbol iranià de la ciutat de Qazvin.
El club és patrocinat pel principal fabricant d'automòbils del país, Iran Khodro, i porta el nom del seu principal producte, el Paykan. El club forma part d'un club poliesportiu anomenat Paykan Sport Club, amb seccions de basquetbol i voleibol.

## Història
El club va ser fundat el 1967 per Mahmoud Khayami amb el suport de la factoria Iran Khodro. El 1969 fou campió de la lliga de Teheran però el club fou dissolt un any més tard, el 1970. La majoria dels seus jugadors retornaren al Persepolis, club d'on havien sortit.
El Paykan renasqué als anys 80 practicant esports com el basquetbol, l'handbol o el voleibol. No fou fins a l'any 2000 quan comprà els drets del Bahman FC i ingressà a la lliga iraniana 30 anys després.
L'any 2008 es traslladà a la ciutat de Qazvin perquè la ciutat de Teheran ja tenia molts equips de futbol.

## Presidents
- Nader Shahsavari
- Hossein Kafami (2005-2006)
- Ibrahim Sanaei (2006-2007)
- Mostafa Karkhaneh (2007-2008)
- Mohammad-Reza Davarzani (2008-2008)
- Kamran Sahebpanah (2008-present)

## Entrenadors
| Nom                     | Període   |
| ----------------------- | --------- |
| Alan Rogers             | 1969-1970 |
| Hamid Alidoosti         | 2000-2002 |
| Bijan Zolfagharnasab    | 2002-2003 |
| Homayoun Shahrokhi      | 2003-2004 |
| Mohammad Mayeli Kohan   | 2004-2005 |
| Farhad Kazemi           | 2005-2006 |
| Samvel Darbinyan        | 2006-2008 |
| Ali Asghar Modir Roosta | 2008-2009 |

## Futbolistes destacats
1970s
- Ali Parvin
- Hossein Kalani
- Homayoun Behzadi
- Ebrahim Ashtiani

2000s
- Ali Asghar Modir Roosta
- Afshin Peyrovani
- Dariush Yazdani
- Saeed Lotfi
- Mehdi Vaezi
- Mohsen Bayatinia
- Esmail Halali
- Mohamadreza Tahmasebi